# Bryum ugandicus
Bryum ugandicus là một loài rêu trong họ Bryaceae. Loài này được O'Shea mô tả khoa học đầu tiên năm 2008.